# Le Roncenay-Authenay
Le Roncenay-Authenay település Franciaországban, Eure megyében. Lakosainak száma 372 fő (2015). Le Roncenay-Authenay Chanteloup, Les Essarts, Gouville és Roman községekkel határos.

## Népesség
A település népességének változása:
| Lakosok száma | 180  | 171  | 167  | 204  | 300  | 296  | 390  | 379  | 372  |
|               | 1962 | 1968 | 1975 | 1982 | 1990 | 1999 | 2008 | 2013 | 2015 |